# Зотиков, Владимир Иванович
Владимир Иванович Зотиков (род. 25 ноября 1948, Акмолинск) — советский и  российский учёный-растениевод, специалист в области зернобобовых и крупяных культур.
Член-корреспондент Российской академии наук (2016), доктор сельскохозяйственных наук (2002), профессор (2001).
С 2003 года директор Всероссийского НИИ зернобобовых и крупяных культур, который возглавлял на протяжении 15 лет, ныне научный руководитель ФНЦ зернобобовых и крупяных культур. Профессор Орловского государственного аграрного университета. Ранее более 30 лет проработал в Казахском агротехническом университете, выпускником которого является, и где прошёл путь до первого проректора.

## Биография
Окончил Целиноградский сельскохозяйственный институт (1971). Затем в альма-матер прошёл путь от агронома учебно-опытного хозяйства и научного сотрудника до первого проректора (1993—2002), перед последним в 1986—1993 гг. заведующий кафедрой и декан агрономического факультета.
В 1982 г. защитил кандидатскую диссертацию «Выращивание овса в летних посевах на орошаемых землях с целью получения зеленой массы», в 2002 г. — докторскую «Теоретические основы повышения урожайности и содержания белка в надземной массе однолетних кормовых культур в северных областях Казахстана».
С 2003 года работает в Орловском государственном аграрном университете. Много лет возглавлял кафедру физиологии растений и биотехнологии. Зам. председателя диссовета Д 999.059.04, входит в состав диссовета ОД 18.08.02.
Возглавляет Центр генетических ресурсов зернобобовых и крупяных культур. Председатель общественного совета при департаменте сельского хозяйства Орловской области.
Главный редактор журнала «Зернобобовые и крупяные культуры».
Награждён медалью ордена «За заслуги перед Отечеством» II степени, почетными грамотами РАСХН и Министерства науки и образования РК, Губернатора Орловской области (2008), памятной медалью им. А. И. Бараева, знаком «Отличник образования РК».
Опубликовал свыше 300 научных работ, в том числе пять монографий, среди последних, в частности, «Биохимия зернобобовых и крупных культур» (2010).